# 堀淵清治
堀淵 清治（ほりぶち せいじ、1952年1月18日 - ）は、日本の実業家。NEW PEOPLE, Inc. 代表取締役社長、Dandelion Chocolate Japan（ダンデライオン・チョコレート・ジャパン）株式会社代表取締役CEO。徳島県小松島市出身。徳島県立城南高等学校、早稲田大学法学部卒業。カリフォルニア州立ヘイワード大学大学院（文化人類学専攻）退学。

## 経歴
- 1975年 早稲田大学法学部卒業。カリフォルニア州立ヘイワード大学大学院に入学（文化人類学専攻）。
- 1976年 カリフォルニア州立ヘイワード大学大学院を退学。
- 1978年 サンフランシスコでアメリカの大衆文化を日本へ伝達する為に仕事を始める。
- 1986年 小学館の出資を受けビズコミュニケーションズを設立、上席副社長に就任。
- 2003年 小学館と集英社の合弁によりビズコミュニケーションズがビズLCCへと社名を変更。社長兼CEOに就任。
- 2004年 ビズLCCが小プロエンターテイメントと合併しビズメディアLCCとなり、共同会長に就任。
- 2005年 日本映画の配給を行うビズピクチャーズを設立。社長兼CEOに就任。
- 2009年 ビズピクチャーズが「BLUE BOTTLE COFFEE」などが入居する複合商業施設「NEW PEOPLE」をオープン[3][注 1]。
- 2011年 NEW PEOPLE, Inc.を創業[2]。
- 2015年 ブルーボトルコーヒーの日本上陸に参加し、ブルーボトルコーヒージャパンの共同代表を務める[4]。
- 2016年 ダンデライオン・チョコレートの日本上陸に参加し、Dandelion Chocolate Japan株式会社の代表取締役CEOに就任[5]。

## 人物・エピソード
- 日本の漫画をアメリカへ流通させた立役者として知られる。
- 漫画を翻訳する際には、日本特有の「ドン!」や「しーん」と言った擬音語や擬態語を独自にアレンジさせている(それまでのアメリカのコミックには、こうした擬態語は存在せず登場人物の台詞などで代用されていた)。
- 1985年に大友克洋の『童夢』を読み、衝撃を受ける。そして小学館の相賀昌宏と出会い、「日本の漫画はアメリカでも通用するのではないか」と話したことがビズコミュニケーションズの設立へ繋がった[6]。
- アメリカの書店では漫画の扱い方が日本より冷遇されている。その事を肌で感じた堀淵は、会社の漫画販売の比重を一般書籍へ移すような計画を立てるが、当時の小学館の担当専務に「ふざけるな!」と灰皿を投げつけられて一喝される。さらに「初心に帰れ」と怒鳴られると漫画に対する情熱が呼び覚まされ、漫画販売に積極的に取り組むようになった。
- 日本の漫画の美点は「映画的手法と用いてダイナミックに展開される画面」と「外来の文化を洗練させる柔軟な価値観(ある種の曖昧さ)」と語る。
- 趣味は温泉に入る事。

## 著書
- 『萌えるアメリカ』（2006年8月14日、日経BP）